# (1459) Magnya
(1459) Magnya ist ein Asteroid des Hauptgürtels, der am 4. November 1937 vom russischen Astronomen Grigori Nikolajewitsch Neuimin in Simejis entdeckt wurde.
Der Namensvorschlag stammt von den Berechnern der Umlaufbahn, eine spezielle Zuordnung ist nicht bekannt.